# Tadeusz Dembończyk
Tadeusz Dembończyk   (Tarnowskie Góry, 23 de desembre de 1955 - Tarnowskie Góry, 11 de febrer de 2004) fou un aixecador polonès que va competir durant la dècada de 1970.
El 1980 va prendre part en els Jocs Olímpics d'Estiu de Moscou, on va guanyar la medalla de bronze en la prova del pes gall del programa d'halterofília.
En el seu palmarès també destaquen dues medalles de bronze al Campionat del Món d'halterofília de 1979 i 1980 i dues de plata al Campionat d'Europa d'halterofília de 1977 i 1979.
Una accident de moto el 1981 posà punt-i-final a la seva carrera esportiva.